# آبگرمک علیا (الیگودرز)
آبگرمک علیا یک روستا در ایران است که در دهستان ماهرو واقع شده‌است.
 آبگرمک علیا ۲۲ نفر جمعیت دارد.